# Nemanja Vidić
Nemanja Vidić (Užice, 21. listopada 1981.), je umirovljeni srpski nogometaš i bivši reprezentativac, koji igra na poziciji centralnog obrambenog igrača. Profesionalnu karijeru je započeo kao igrač Crvene zvezde na posudbi u Spartaku iz Subotice, da bi zatim prešao u prvi tim Crvene zvezde (gdje je igrao tri sezone), odakle je u srpnju 2004. godine prešao u Spartak iz Moskve za 6 milijuna eura. 5. siječnja 2006. godine, Nemanja Vidić prelazi u Manchester United za 7 milijuna eura. Nakon 8 godina provedenih u Engleskoj, Vidić prelazi u talijanski Inter.
29. siječnja 2016. Vidić objavljuje vijest o prekidu karijere i raskidu ugovora s talijanski Inter Milano.

## Klubovi
- Crvena zvezda (2000. – 2004.)
- FK Spartak Subotica (2000. – 2001.) (posudba)
- Spartak Moskva (2004. – 2006.)
- Manchester United (2006. – 2014)
- Inter Milano (2014. – 2016.)

## Vanjske poveznice
- Razgovor s Nemanjom Vidićem, serijal (Ne)uspjeh prvaka s Mariom Stanićem, 28. 8. 2023. (YouTube)